# Marie Plourde
Pour les articles homonymes, voir Plourde.
 (décembre 2017).
Si vous disposez d'ouvrages ou d'articles de référence ou si vous connaissez des sites web de qualité traitant du thème abordé ici, merci de compléter l'article en donnant les références utiles à sa vérifiabilité et en les liant à la section « Notes et références ».
Marie Plourde (née le 29 avril 1966 à Grand-Mère) est une femme politique québécoise, ancienne animatrice de télévision et chroniqueuse.

## Biographie
Elle est surtout connue comme VJ à MusiquePlus de 1989 à 1993, engagée peu après le départ de Natalie Richard. En octobre 1992, elle écrit une chronique hebdomadaire sur les clips dans La Presse. Marie est nommée pour un Prix MetroStar à l'hiver 1993 dans la catégorie "Animatrice - Émission magazine culturel" pour l'émission Fax. Elle quitte MusiquePlus au printemps afin d'animer l'émission La Ruée sur l'art à la Télévision de Radio-Canada. Au printemps 1994, elle fait deux chroniques à l'émission matinale de CKMF-FM 94,3 Montréal, puis coanime le Grand Décompte « Bud » anglo avec Mike Gauthier sur le réseau Énergie, et a participé à l'été 1994 au tournage de l'émission Fort Boyard.
La Ruée sur l'art prend fin au printemps 1995 après deux ans. Le réseau TVA lui offre de piloter l'émission culturelle Je te salue Marie, diffusé dès l'automne durant les heures de grande écoute. À la rentrée 1996, TVA déplace son émission le samedi à 17 h 30 en promettant de la déplacer au jeudi à 19 h 30 en janvier. Marie refuse et démissionne à deux semaines de la première, en acceptant d'écrire une chronique dans Le Journal de Montréal. Elle quitte CKMF en 1998 et rejoint CFGL-FM en janvier 1999 en coanimant l'émission du retour à la maison avec son conjoint, Franco Nuovo jusqu'à l'été 2000. Elle se sépare de Nuovo l'année suivante.
Elle se marie en juin 2002 avec Sébastien, un professeur d'éducation physique rencontré en voyage,. Retour à la télévision à l'automne 2003 à l'émission Une chance qu'on s'aime! à Canal Vie, entourée de cinq chroniqueurs : Marc Déry, Josée Deschênes, Nathalie Leconte, JiCi Lauzon et Éric Ménard,, durant deux saisons.
Durant l'été 2006, elle anime l'émission matinale Caféïne à TQS, est engagée pour animer Loft Story 3 à l'automne (suivi de la 4e et 5e édition) en plus de co-animer Les Midis de Véro avec Véronique Cloutier à Rythme FM (pour une seule année). Elle a dû prendre un congé du Journal de Montréal, et remet sa démission en février 2007.
Elle participa également aux capsules Le Cas Roberge en 2007.
Le 3 novembre 2013, elle est élue conseillère d'arrondissement dans le district Mile End de l'arrondissement Le Plateau-Mont-Royal, sous la bannière du parti Projet Montréal. Elle est réélue lors de l'élection du 5 novembre 2017 et à nouveau lors des élections du 7 novembre 2021.